# こちら葛飾区亀有公園前派出所 (曲)
「こちら葛飾区亀有公園前派出所」（こちらかつしかくかめありこうえんまえはしゅつじょ）は、当時SMAPの香取慎吾が両さん名義で発売したシングル。2009年8月5日にビクターエンタテインメントから発売された。

## 概要
2009年8月1日よりTBS系列で放送されたドラマ『こちら葛飾区亀有公園前派出所』の主題歌。このドラマの主演の香取慎吾が、両津勘吉の愛称である両さんの名義でリリースされた。作詞・作曲は、かつて『慎吾ママのおはロック』も手がけた元ピチカート・ファイヴの小西康陽。
テレビ初披露は7月31日（ドラマ放送開始前日）のテレビ朝日系『ミュージックステーション』だった。8月1日放送のTBS系『COUNT DOWN TV』で披露した際には、放送局ということもあってかドラマのメイキング映像が挿入されていた。振り付けは『おはロック』も手掛けた香瑠鼓が担当。
歌詞の一部は、ピチカート・ファイヴ「不景気」（アルバム『プレイボーイ・プレイガール』）から引用されている。
初回生産封入特典として、スペシャルイベント応募券と両さんまゆ毛ステッカーが封入された。スペシャルイベント「両さん祭り」は8月22日に両国国技館で行われ、応募者から抽選で5000組1万名が招待された。イベントの一部は9月26日のドラマ最終回エンディング（主題歌の歌唱）として放映された。
香取による両さん名義のCDは、2011年8月3日にミニ・アルバム『こち亀2011 両さんソングブック』もリリースしており、当シングル曲も収録されている。

## 収録曲
1. こちら葛飾区亀有公園前派出所
  - 香取慎吾主演 TBS系ドラマ「こちら葛飾区亀有公園前派出所」主題歌
2. こちら葛飾区亀有公園前派出所・別冊。（remix by 小西康陽）
  - リミックスバージョン
3. こちら葛飾区亀有公園前派出所（カラオケ）